# Cossaye
Cossaye és un municipi francès, situat al departament del Nièvre i a la regió de Borgonya - Franc Comtat. L'any 2007 tenia 767 habitants.

## Demografia

### Població
El 2007 la població de fet de Cossaye era de 767 persones. Hi havia 322 famílies, de les quals 86 eren unipersonals (41 homes vivint sols i 45 dones vivint soles), 110 parelles sense fills, 102 parelles amb fills i 24 famílies monoparentals amb fills.
La població ha evolucionat segons el següent gràfic:
Habitants censats

### Habitatges
El 2007 hi havia 467 habitatges, 327 eren l'habitatge principal de la família, 83 eren segones residències i 57 estaven desocupats. 436 eren cases i 19 eren apartaments. Dels 327 habitatges principals, 245 estaven ocupats pels seus propietaris, 75 estaven llogats i ocupats pels llogaters i 7 estaven cedits a títol gratuït; 1 tenia una cambra, 18 en tenien dues, 71 en tenien tres, 115 en tenien quatre i 122 en tenien cinc o més. 277 habitatges disposaven pel capbaix d'una plaça de pàrquing. A 145 habitatges hi havia un automòbil i a 150 n'hi havia dos o més.

### Piràmide de població
La piràmide de població per edats i sexe el 2009 era:
| Homes | Edats   | Dones |
| ----- | ------- | ----- |
| 0     | 95 o +  | 0     |
| 4     | 90 a 94 | 4     |
| 16    | 85 a 89 | 0     |
| 8     | 80 a 84 | 0     |
| 12    | 75 a 79 | 16    |
| 32    | 70 a 74 | 8     |
| 32    | 65 a 69 | 36    |
| 24    | 60 a 64 | 8     |
| 4     | 55 a 59 | 28    |
| 40    | 50 a 54 | 12    |
| 28    | 45 a 49 | 44    |
| 28    | 40 a 44 | 24    |
| 20    | 35 a 39 | 32    |
| 28    | 30 a 34 | 24    |
| 8     | 25 a 29 | 12    |
| 36    | 20 a 24 | 12    |
| 20    | 15 a 19 | 32    |
| 24    | 10 a 14 | 36    |
| 36    | 5 a 9   | 16    |
| 24    | 0 a 4   | 12    |

## Economia
El 2007 la població en edat de treballar era de 495 persones, 351 eren actives i 144 eren inactives. De les 351 persones actives 322 estaven ocupades (184 homes i 138 dones) i 29 estaven aturades (13 homes i 16 dones). De les 144 persones inactives 53 estaven jubilades, 27 estaven estudiant i 64 estaven classificades com a «altres inactius».

### Ingressos
El 2009 a Cossaye hi havia 330 unitats fiscals que integraven 770 persones, la mediana anual d'ingressos fiscals per persona era de 15.452 €.

### Activitats econòmiques
Dels 14 establiments que hi havia el 2007, 1 era d'una empresa alimentària, 7 d'empreses de construcció, 2 d'empreses de comerç i reparació d'automòbils, 1 d'una empresa de transport, 1 d'una empresa d'hostatgeria i restauració i 2 d'empreses d'informació i comunicació.
Dels 9 establiments de servei als particulars que hi havia el 2009, 1 era una oficina de correu, 1 taller de reparació d'automòbils i de material agrícola, 1 paleta, 1 guixaire pintor, 1 fusteria, 3 electricistes i 1 restaurant.
L'únic establiment comercial que hi havia el 2009 era una fleca.
L'any 2000 a Cossaye hi havia 38 explotacions agrícoles que ocupaven un total de 2.938 hectàrees.

## Equipaments sanitaris i escolars
El 2009 hi havia una escola elemental.

## Poblacions més properes
El següent diagrama mostra les poblacions més properes.